# Capasa chlorozonaria
Capasa chlorozonaria là một loài bướm đêm trong họ Geometridae.